# Ana José Sebastião
Ana José Sebastião (Luanda, 1984?) é uma arquiteta angolana que foi eleita Miss Luanda (2002) e Miss Angola (2003); tendo sido a primeira mulher angolana a figurar entre as 12 finalistas do Miss Universo.

## Biografia
Ana José Sebastião nasceu no distrito de Rangel, em Luanda, capital de Angola. Ana é formada em Arquitetura e urbanismo. Com 1,70m de altura, ela participou de alguns concursos de beleza e venceu o Miss Luanda (2002), o Miss EBONet (2023) e o Miss Angola (2003).
Destaca-se o fato de que foi a primeira miss angolana a estar entre as 12 finalistas do Miss Universo. Sobre ser miss, ela afirma:
| “               | Os meus irmãos sonhavam mais com isso do que eu. Depois de um tempo fui acreditando nesse sonho, fui-me entregando, fui buscando e apaixonei-me – até hoje acho que ser Miss é muito bom! | ” |
| — Ana Sebastião | |   |

## Vida pessoal
Sua mãe criou os filhos sozinha ao longo de quase vinte anos. Ana gosta de ler e escrever poesia e de jogar voleibol.

## Prêmios e reconhecimentos
- 2022 - Miss Luanda[1][2]
- 2023 - Miss EBONet[1]
- 2023 - Miss Angola[1][2]
- Júri da Gala de Eleição do Miss Luanda[2]